# Dicranomyia (Pseudoglochina) pictipes
Dicranomyia (Pseudoglochina) pictipes is een tweevleugelige uit de familie steltmuggen (Limoniidae). De soort komt voor in het Oriëntaals gebied.